# Vit hakvinge
Vit hakvinge, Leucodonta bicoloria är en fjärilsart som beskrevs av Michael Denis och Ignaz Schiffermüller, 1775. Vit hakvinge ingår i släktet Leucodonta och familjen tandspinnare, Notodontidae. Arten är reproducerande i Sverige. Inga underarter finns listade i Catalogue of Life..
Släktet Leucodonta är palearktiskt och representeras endast av vit hakvinge i Norden. Vit hakvinge förekommer i taigan från västra Europa genom hela Sibirien till Stilla havet. I Västeuropa samt vid Stilla havet uppträder arten i två former som båda har tydliga, orangefärgade fläckar. I Finland och Ryssland uppträder arten främst i en form som är enfärgat vit. Larven lever på olika arter i björksläktet Betula spp. och påminner mycket om dem hos flikvingar, Odontosia.

## Bildgalleri

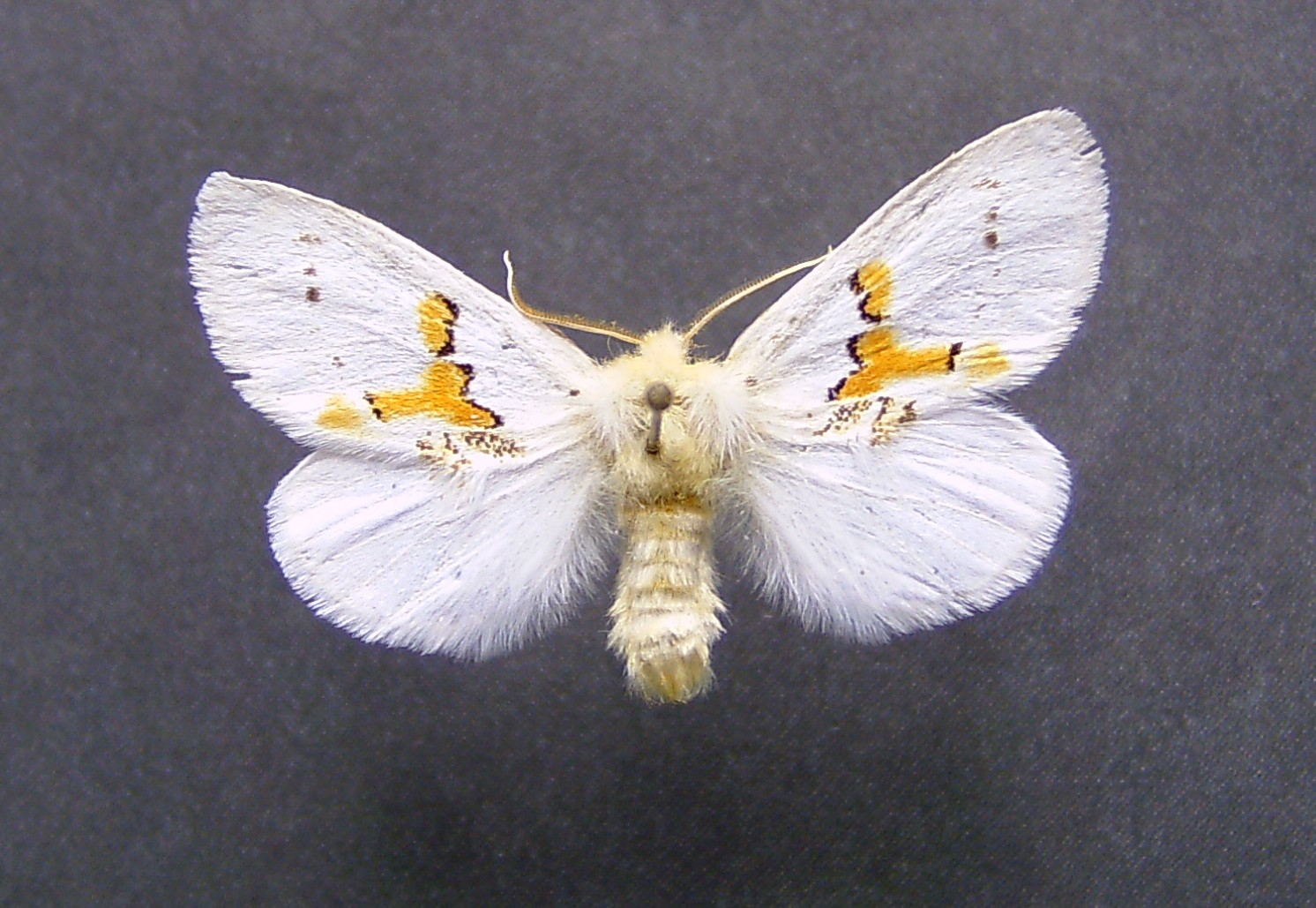
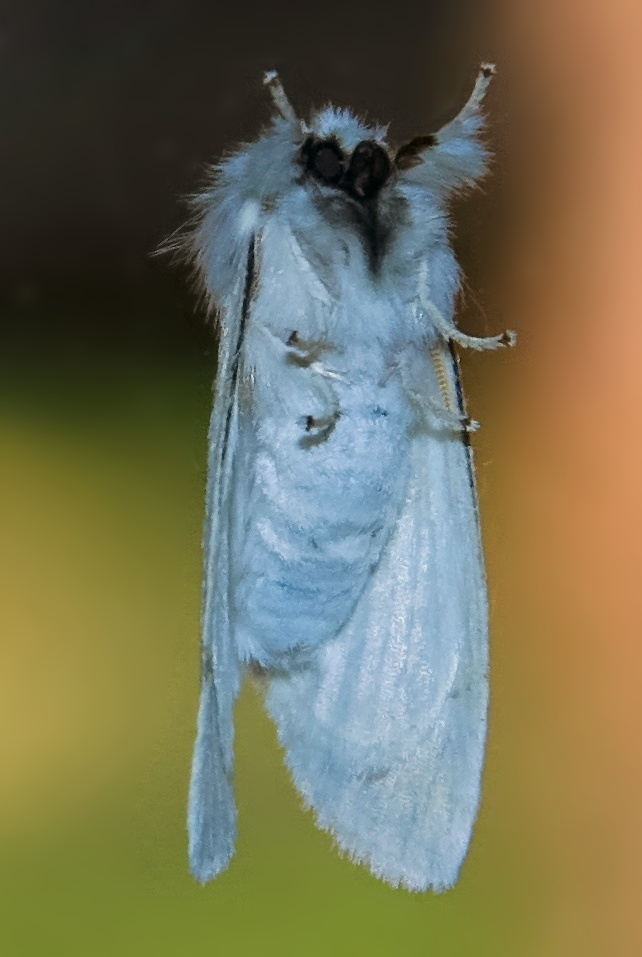
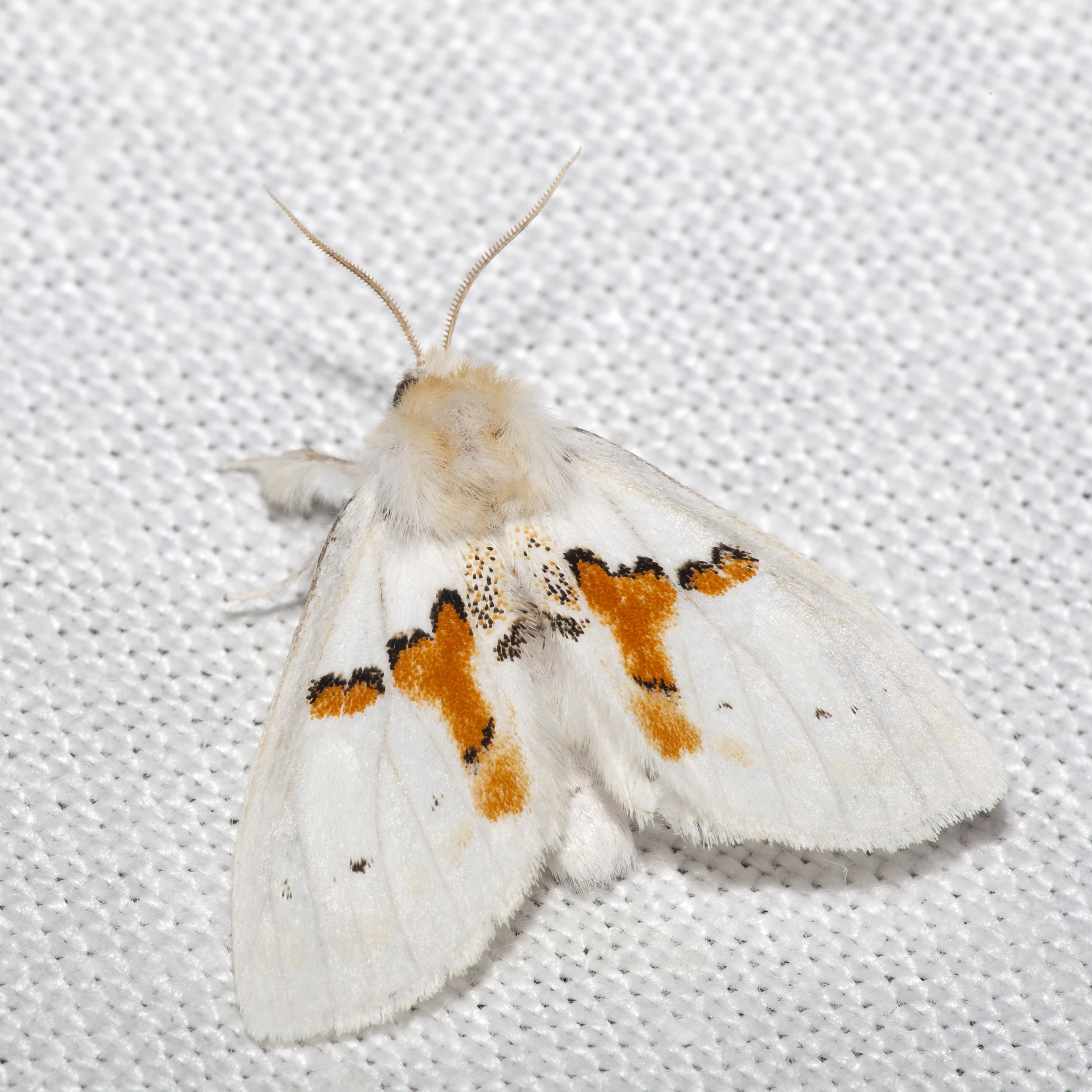